# Balthasar Cordier

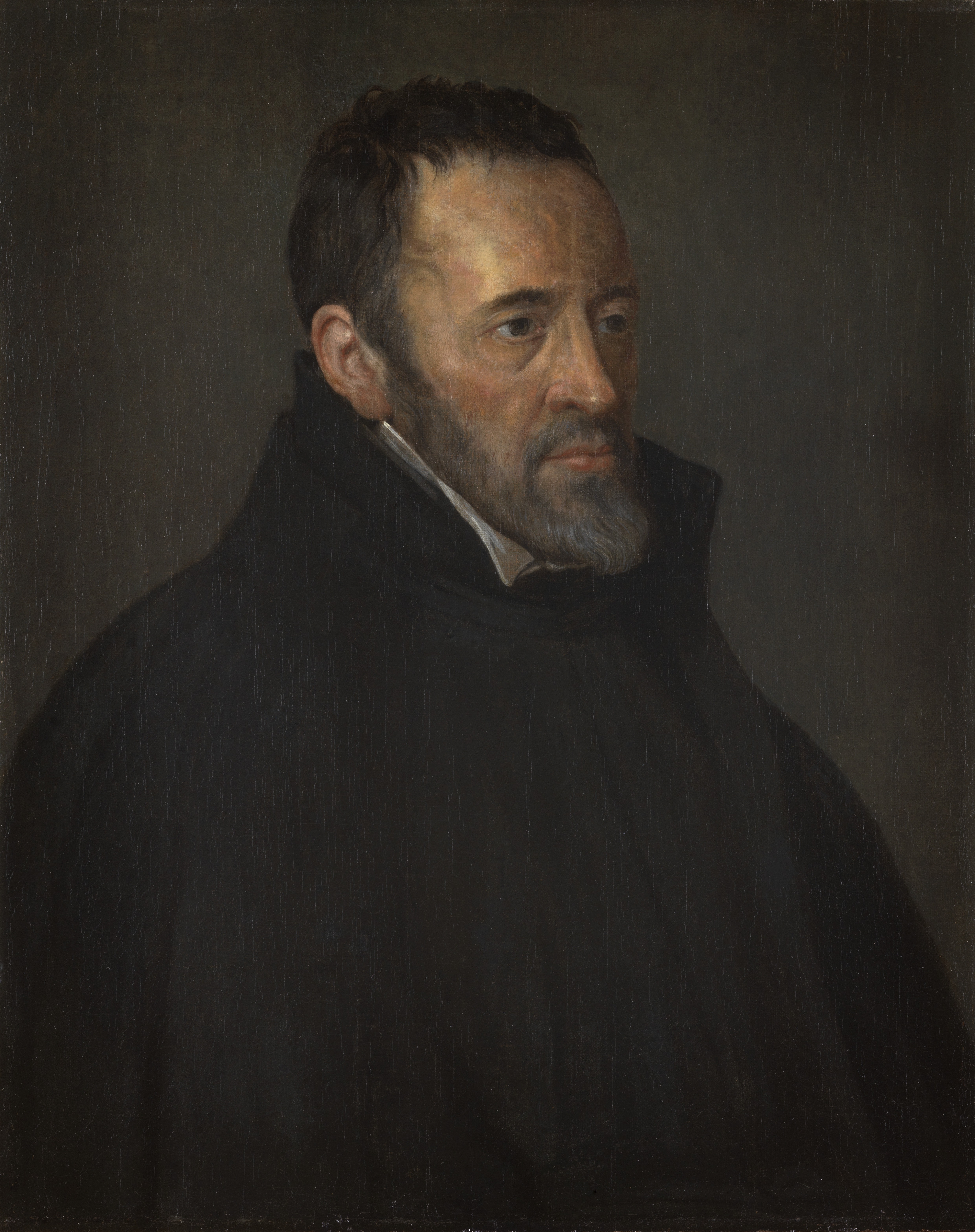
ritratto di Balthasar Corderius, Thomas Willeboirts Bosschaert, collezione di Museo Plantin-Moretus

Balthasar Cordier (anche noto con il nome latino: Balthasar Corderius) (Anversa, 7 giugno 1592 – Roma, 24 giugno 1650) è stato un gesuita, grecista e patrologo belga.

## Biografia
Balthasar Cordier entrò nella Compagnia di Gesù nel 1612 e, dopo aver insegnato greco, teologia morale e Sacra Scrittura, si dedicò alla traduzione e alla pubblicazione di varie opere dei Padri greci.

## Opere
Cordier curò le seguenti edizioni critiche:
1. Catena sexaginta quinque Patrum græcorum in S. Lucam, Antverpiæ, Officina Plantiniana, 1628.
2. Catena Patrum græcorum in S. Joannem, Antverpiæ, Officina Plantiniana, 1630.
3. Joannis Philoponi in cap. I Geneseos ... libri septem, Viennæ, typis Gregorii Gelbhaar, 1630.
4. S. Cyrilli apologiæ morales, Viennæ, 1630.
5. Opera S. Dionysii Areopagitæ cum S. Maximi scholiis, Antverpiæ, Officina Plantiniana, 1634. Più volte ripubblicata: Parigi, 1644; 1655; Lione: 1677; Venezia: 1755; Brescia: 1854.[2]
6. Expositio Patrum græcorum in Psalmos, vol. 1, Antverpiæ, Officina Plantiniana, 1643.
7. Expositio Patrum græcorum in Psalmos, vol. 2, Antverpiæ, Officina Plantiniana, 1646.
8. Symbolæ in Matthæum, 2 voll., soltanto il secondo dei quali  è suo, Toulouse, 1646–47.
9. S. Dorothei archimandritæ institutiones asceticæ, Antverpiæ, typis viduæ Cnobbarti, 1646.
10. S. P. N. Cyrilli archiepiscopi Alexandrini homiliæ XIX in Jeremiam, Antverpiæ, ex officina Plantiniana Balthasari Moreti, 1648.

Fu anche autore di un commentario al Libro di Giobbe, (Job Illustratus) (I edizione: Anversa, 1646; ristampato nel Cursus S. Scripturæ di Migne e nell'edizione di Campon dei commentari di Cornelio a Lapide).